# Vrakkyrkogården vid Ekenabben
Vrakkyrkogården vid Ekenabben är belägen i Djupasund mellan öarna Sturkö och Tjurkö i Blekinge skärgård. Vrakkyrkogården består av sex vrak från 1696–1778 som sänktes i slutet av 1700-talet och början av 1800-talet, för att upprätta en spärr och förhindra inpassering till Karlskrona.

## Historia
Efter Sveriges förlust i Pommerska kriget 1805–1807 tvingades Sverige in i kontinentalsystemet, som var en handelsblockad mot Storbritannien.  Storbritannien var dock Sveriges största handelspartner, och Sverige var generellt ovilligt att genomdriva och upprätta handelsblockaden. 1810 resulterade detta i att Frankrike gav Sverige ett ultimatum som tvingade Sverige att förklara krig mot Storbritannien.   
Samma år fick Sverige information om att brittiska flottan var på väg för att beslagta eller förstöra den svenska flottan. Ett flertal skepp sänktes således avsiktligt i Djupasund för att bilda en spärr vid inloppet till Karlskrona. Dessa skepp utgör idag flera av vraken som bildar vrakkyrkogården.  

## Kartläggning av vraken
Sedan Karlskrona grundades 1680 har cirka 60 vrak avsiktligt sänkts på olika platser i skärgården. Mellan 2020 och 2022 kartlades och identifierades de sex vraken som utgör vrakkyrkogården vid Ekenabben på uppdrag av Region Blekinge, Länsstyrelsen Blekinge och Karlskrona kommun, som en del av projektet Världsarvet g(l)ömda vrak. Projektet startades för att sprida kunskap om Örlogsstaden Karlskrona som upptogs på Unescos världsarvslista 1998, upprätta en dykpark samt stärka besöksnäringen i Blekinge. 

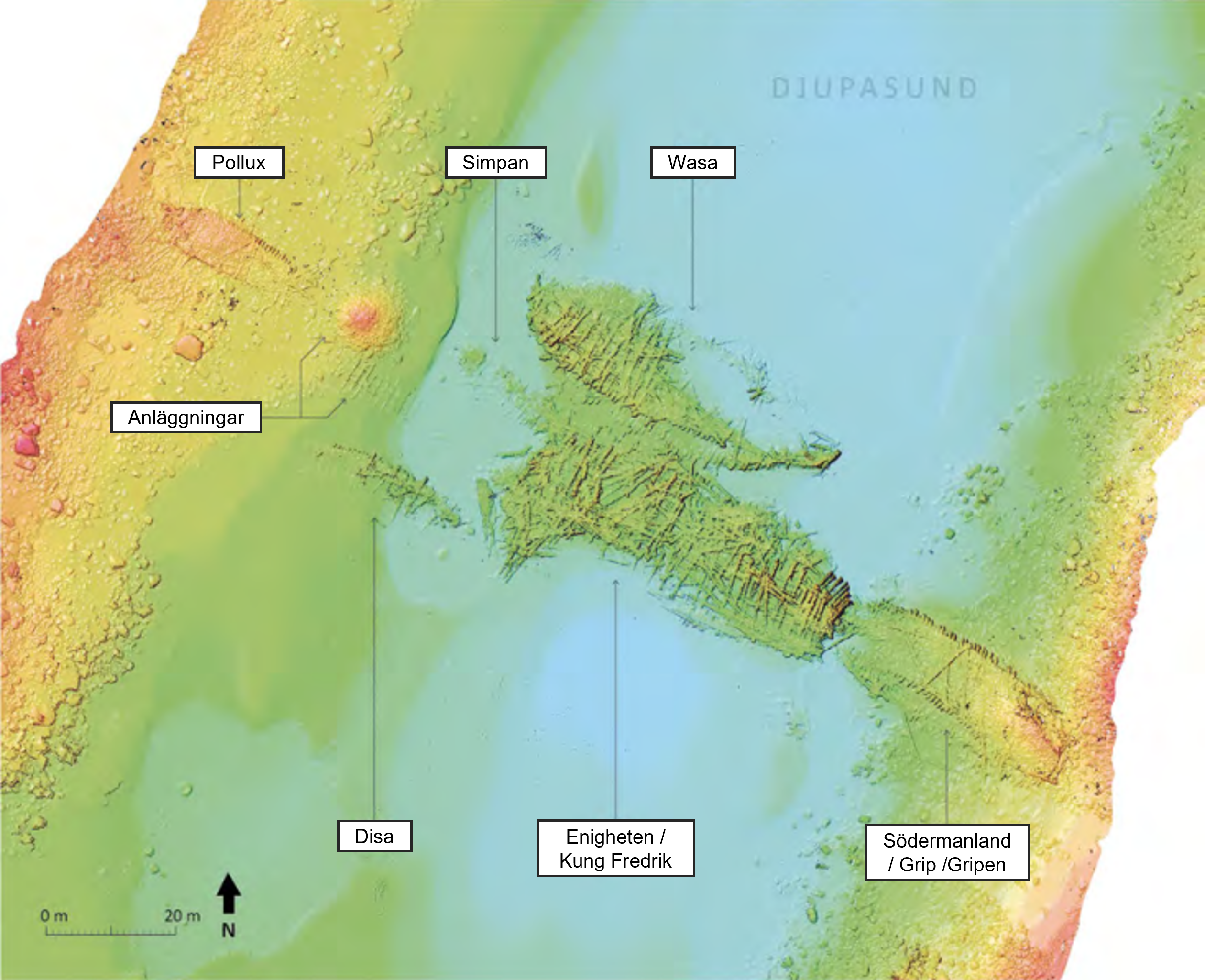
Multibeamkartering av vrakkyrkogården vid Ekenabben.

### Linjeskeppet Södermanland/Grip/Gripen
Linjeskeppet Södermanland byggdes i Stockholm och sjösattes 1749. Skeppet var drygt 42 meter långt och 11,3 meter brett, och bestyckningen bestod av 50–54 kanoner. 1777 togs det övre däcket bort, Södermanland byggdes om till fregatt och döptes om till Grip (senare Gripen). Hon hade då en bestyckning på runt 44 kanoner. År 1810 sänktes skeppet i Djupasund.

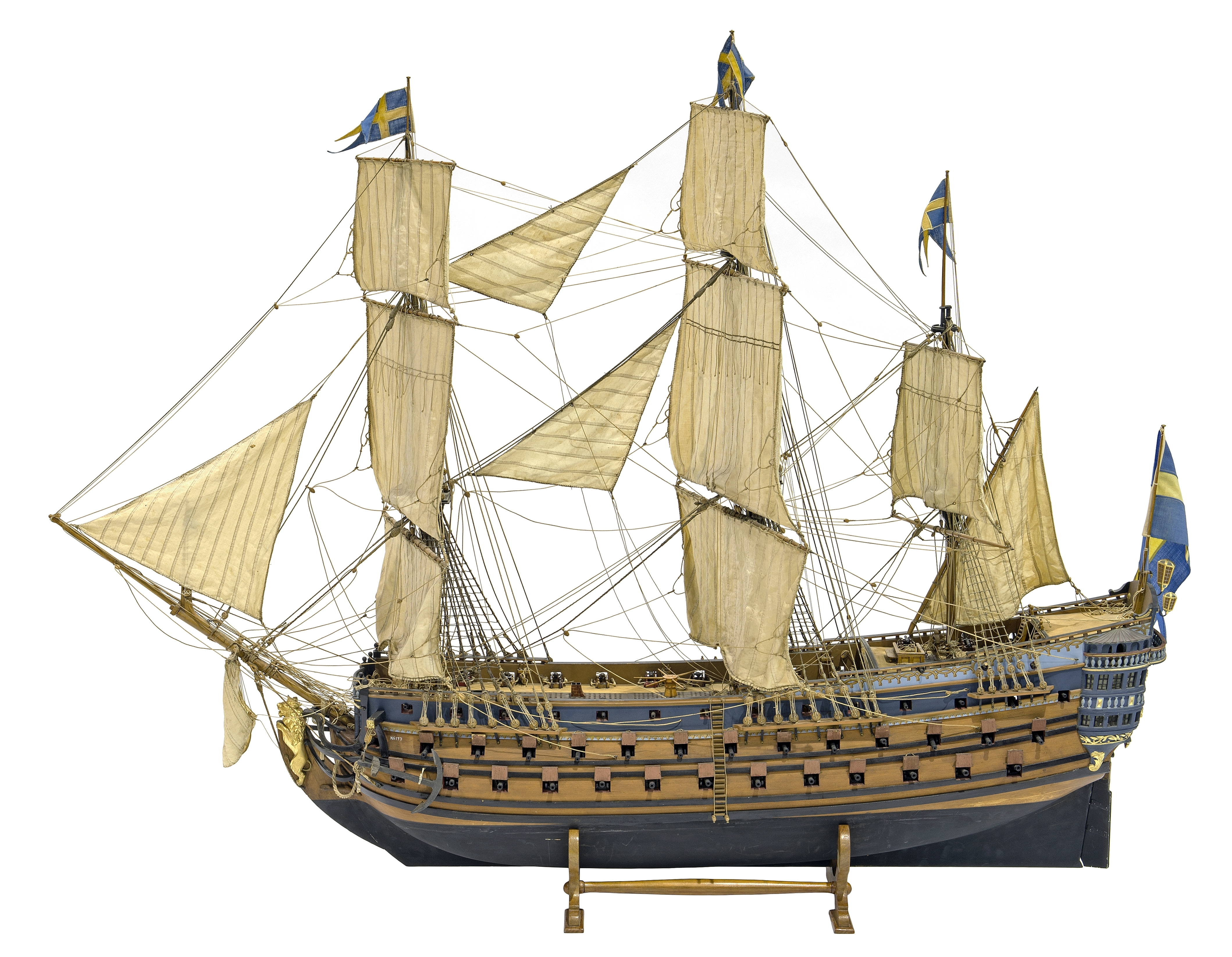
Modell av linjeskeppet Enigheten.

### Linjeskeppet Enigheten/Kung Fredrik
Enigheten med en bestyckning på 94 kanoner var ett svenskt linjeskepp, byggt 1696 av Charles Sheldon i Karlskrona, förbyggt 1730 och år 1732 omdöpt till Konung Fredrik. Enigheten deltog i expeditioner mot Danmark 1700 samt slaget vid Köge bukt 1710 och vid sjöslaget vid Rügen 1715. 1768 byggdes hon om till ett tvådäcksskepp. Skeppet sänktes i Djupasund 1785.

### Linjeskeppet Wasa

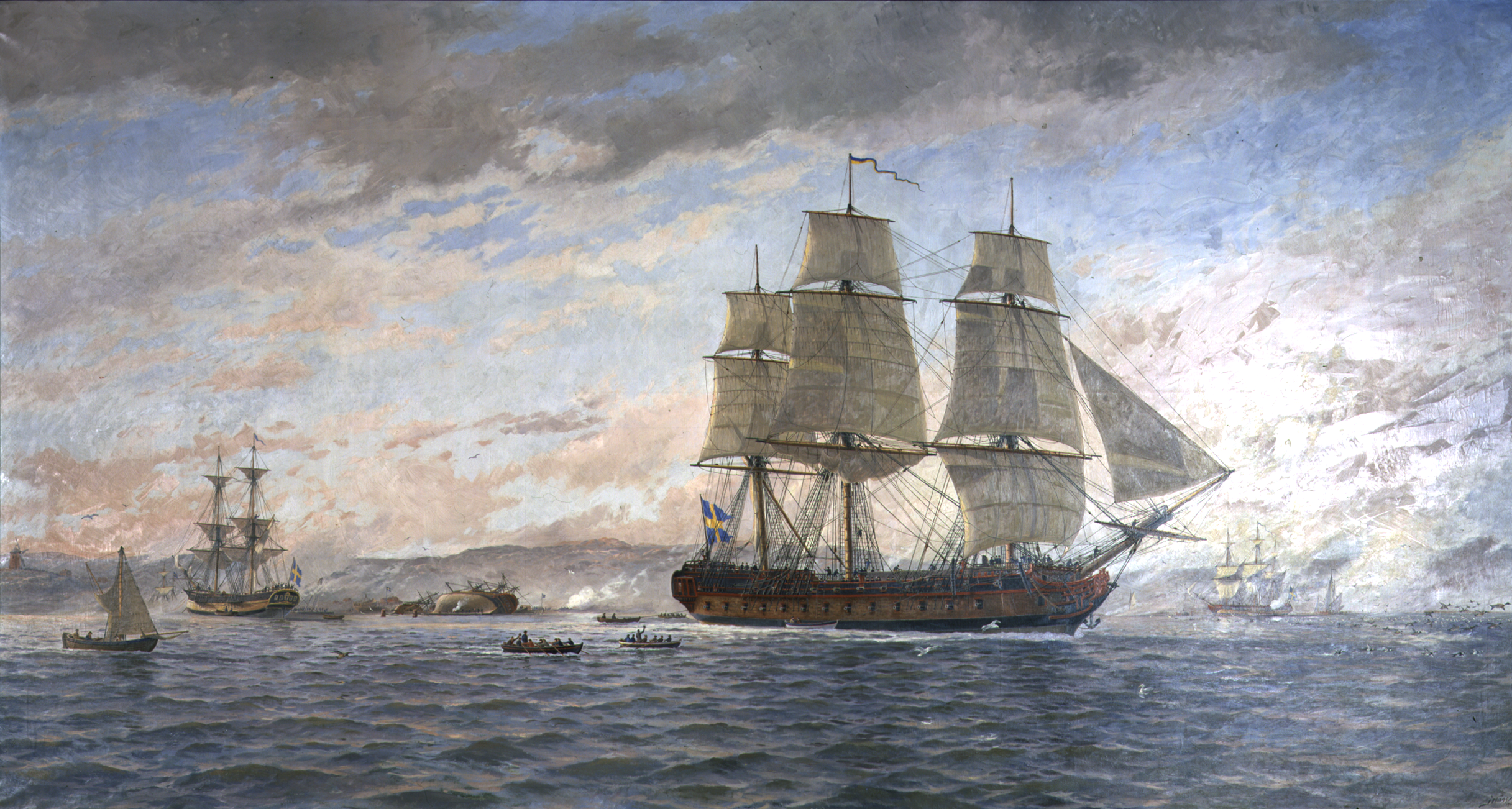
Oljemålning av Wasa under hennes tid som ostindiefarare.

Wasa var ett linjeskepp i svenska Kungliga flottan, byggt i Karlskrona 1778. Wasa deltog i 1788–1790 års sjötåg under Gustav III:s ryska krig. Svenska Ostindiska Companiet utnyttjade Wasa för resan till Kanton 1803–1805, och därefter återköptes skeppet av flottan 1808. Wasa sänktes i Djupasund 1836.

### Skärgårdsfartyget Disa
Skärgårdsfartyget Disa var en mindre så kallad skärgårdsfregatt, avsedd att användas i skärgårdsmiljöer. Disa var 23,75 meter lång och 5,5 meter bred. Besättningen uppgick till 105 man och fartyget var bestyckat med 18 kanoner.

### Kronjakten Simpan
Inga kända uppgifter finns bevarade om när eller var kronjakten Simpan byggdes eller om dess levnadshistoria.

### Brigantinen Pollux
Brigantinen Pollux sjösattes i Karlskrona och var ett tvåmastat fartyg. Hon var 28,5 meter lång och 7,1 meter bred, samt bestyckad med 18 lätta kanoner. Pollux sänktes i Djupasund 1785.

## Sportdykning
Flera av vraken på vrakkyrkogården är attraktiva dykmål för sportdykare, och de flesta av vraken är relativt enkelt tillgängliga från Ekenabbens hamn. Vrakkyrkogården ligger på cirka 12 meters djup, på en botten av sand och sten. På vissa av vraken sträcker ektimret sig några meter upp från botten. Vraken ligger i öst-västlig riktning och spänner tvärs över Djupasund. Eftersom detta är en farled i närhet av den aktiva fiskehamnen skall dykflagga användas och följebåt är att rekommendera.
Projektet Världsarvet g(l)ömda vrak utfördes som ett första steg i utvecklingen av en planerad dykpark. När dykparken står färdig är målsättningen att dykande besökare ska bli guidade bland vraken på botten av vägvisare och skyltar. I Ekenabbens hamn finns en utställning med informationsskyltar om Vrakkyrkogården och sex av de identifierade örlogsskeppen.

## Bildgalleri

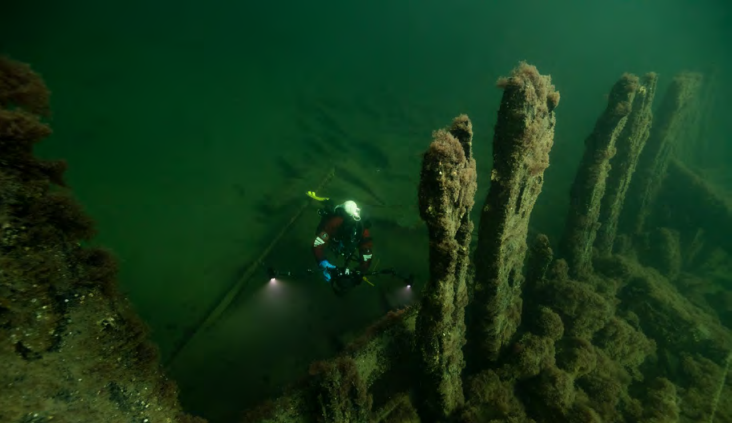
Skrovet på vraket efter linjeskeppet Södermanland/Grip/Gripen.
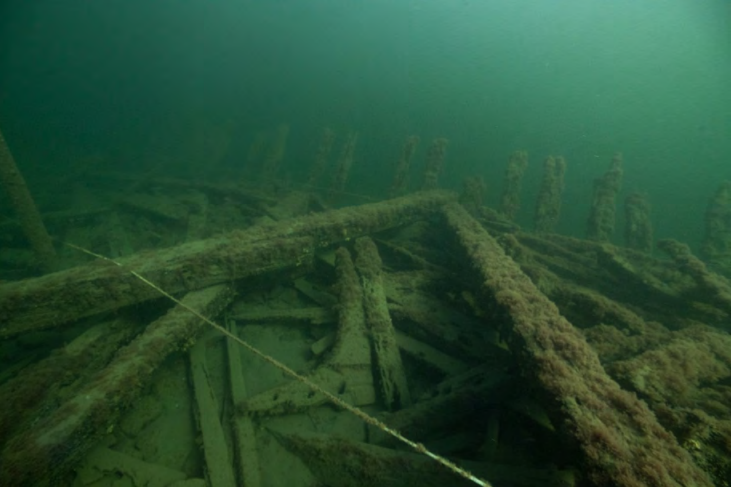
Vraket efter linjeskeppet Södermanland/Grip/Gripen.
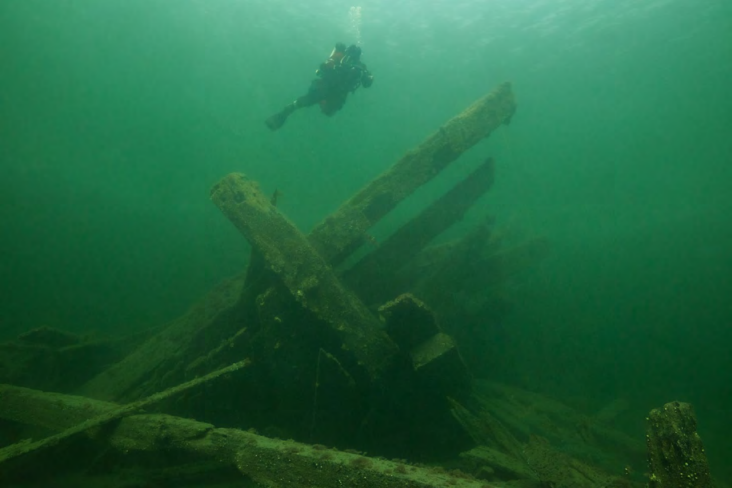
Aktern på vraket efter linjeskeppet Enigheten/Kung Fredrik.
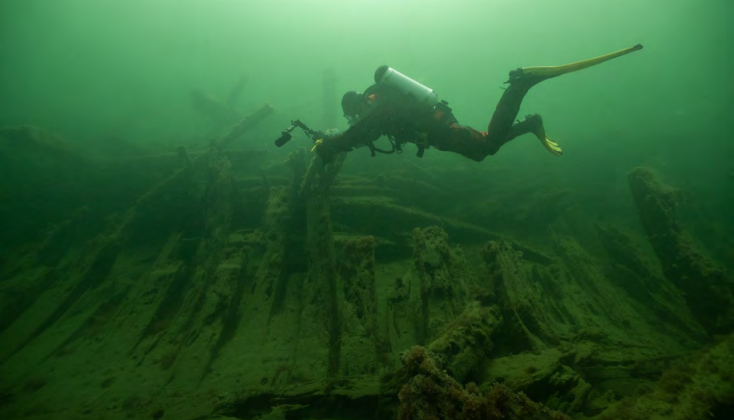
Vraket efter linjeskeppet Enigheten/Kung Fredrik.
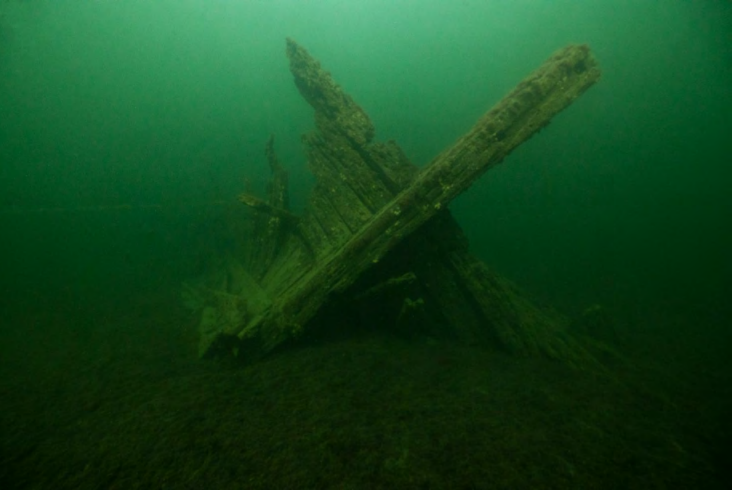
Vraket efter linjeskeppet Wasa.
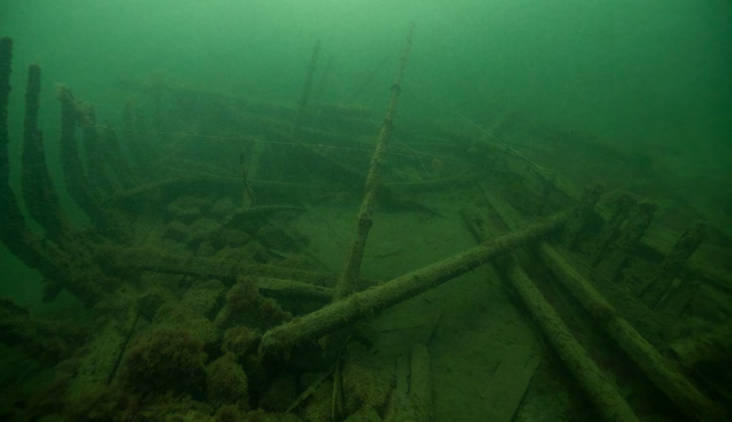
Vraket efter skärgårdsfartyget Disa.
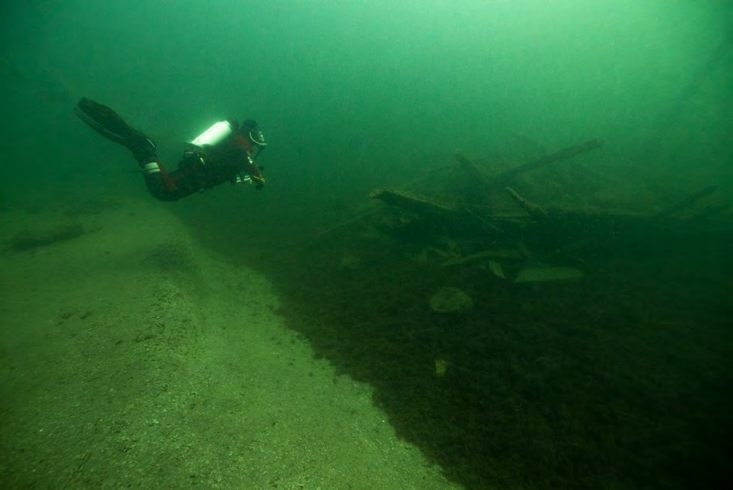
Vraket efter kronjakten Simpan.
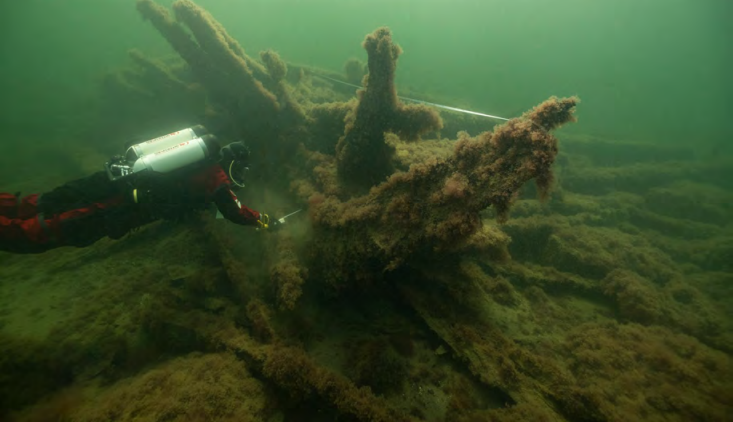
Fören på vraket efter brigantinen Pollux.